# Consumptie
Consumptie is het verbruik of gebruik van goederen en diensten voor behoeftebevrediging. In de economische statistiek wordt het moment van aanschaf als consumptie beschouwd. In het dagelijks spraakgebruik wordt er vooral mee verwezen naar eten of drinken.

Als de aanschaf niet plaatsvindt vanwege de directe behoeftebevrediging, maar om de status te bevestigen, dan wordt wel gesproken over conspicuous consumption, opvallende consumptie.

Bij investeringen is er ook sprake van uitgaven, maar deze dienen niet voor direct verbruik, maar om op de langere termijn een doel te bereiken.
Het begrip 'consumeren' moet niet worden verward met 'consummeren'.

## Economie
De consument kan met zijn inkomen in principe twee dingen doen: uitgeven (aan consumptiegoederen) of sparen. De meeste consumenten sparen om in de toekomst (bijvoorbeeld na hun pensionering) uitgaven te kunnen doen, of om bepaalde duurzame consumptiegoederen te kunnen aanschaffen (bijvoorbeeld een huis). Sparen is dus zo beschouwd een vorm van uitstel van consumptie. De verhouding tussen het deel van het inkomen dat besteed wordt aan consumptie en het deel dat gespaard wordt is afhankelijk van een groot aantal factoren: bijvoorbeeld hoe de consument huidige ten opzichte van toekomstige consumptie waardeert, welke verwachtingen hij omtrent de (nabije) toekomst heeft - met name ten aanzien van zijn inkomen - en de hoogte van de rente. In het algemeen wordt het uitgavenpatroon van de consument in belangrijke mate beïnvloed door de hoogte van zijn of haar inkomen. De relatie tussen de hoogte van het inkomen en de bestedingen wordt onderzocht met behulp van Engelcurven en inkomenselasticiteiten.
In de economische wetenschap verstaat men onder consumptie:
het besteden van inkomen aan goederen en diensten door de eindgebruiker (de consument) in de ruimste zin van het woord. Men spreekt in dit verband meestal van de 'consumptiehuishoudingen' (ter onderscheid van de productiehuishoudingen), de gezinnen (vs. de bedrijven), of de gezinshuishoudingen (vs. de bedrijfshuishoudingen).
Het begrip consumptie wordt ook gebruikt voor de omvang van de consumptieve bestedingen.
Strikt genomen interesseert het een econoom niet of iemand de goederen en diensten die hij of zij koopt ook daadwerkelijk gebruikt. Uitsluitend de daad van het kopen is economisch van belang. Vooral in het macro-economische begrip consumptie (de omvang van de consumptieve bestedingen) komt dit tot uitdrukking: daar worden de consumptieve bestedingen van alle consumenten in een bepaald gebied over een bepaalde periode geaggregeerd (bij elkaar opgeteld) in geldtermen. De uitgaven aan brood en aardappelen worden opgeteld bij het bezoek aan de schouwburg. Het totaalbedrag heet consumptie.
In de economische wetenschap spreekt men veelal van de economische kringloop om de kringloop van consumptie en productie aan te duiden. 

## Consumptiegoederen
Consumptiegoederen zijn al die goederen die door consumenten worden gekocht, om in hun behoeften te voorzien. Het kunnen behalve goederen in eigenlijke zin ook diensten zijn. Het kan gaan om allerlei soorten goederen, zoals kleding, voeding, technische apparatuur en brandstof, en diensten, denk hierbij aan vakanties, verzekeringen, enzovoort.
Er is sprake van behoeftebevrediging door consumptie oftewel van het nut van consumptiegoederen, onafhankelijk van de vraag of iedereen (of de meerderheid van de bevolking) een goed als nuttig ervaart. Nut is een subjectief begrip. Wat voor de een nuttig is, is voor de ander luxe of verspilling. Ook vermeende nuttigheid (bijvoorbeeld het gebruik van placebo's als medicijn) wordt aangeduid als behoeftebevrediging. 

### Indeling
Consumptiegoederen kunnen op verschillende manieren worden ingedeeld. 
- gebruiksgoederen (duurzame consumptiegoederen) - goederen die tijdens het verbruik niet onmiddellijk verloren gaan, maar hun nut pas over een groot aantal perioden 'afgeven'. Denk aan een koelkast of een woning. Die gaan jaren mee.
- verbruiksgoederen (niet-duurzame consumptiegoederen) - goederen die in korte tijd worden verbruikt en dan als zodanig geheel verdwijnen. Denk aan een brood, of een glas ranja.
- diensten.

Consumptiegoederen worden ook wel ingedeeld als volgt:
- primaire goederen: de eerste levensbehoeften.
- luxe goederen.

Bij de laatste indeling doet zich het probleem voor dat, wat men in een bepaalde tijd of op een bepaalde plaats luxe vindt, in een andere tijd, of op een andere plaats tot de eerste levensbehoeften wordt gerekend.

## Gebruiks- en ruilwaarde
De klassieke politieke economie maakt een veel duidelijker onderscheid tussen de ruil van goederen (voor geld) en de functie van het goed om menselijke behoeften te bevredigen. In de nu gangbare marginalistische scholen is dit onderscheid, zoals hiervoor is opgemerkt, naar de achtergrond verdwenen. 
Het onderscheid tussen gebruikswaarde en ruilwaarde is nog prominent aanwezig in de marxistische waardetheorie, maar hierin wordt het begrip consumptie uitgebreid: het verbruik van een goed in het productieproces wordt productieve consumptie genoemd. Gebruikswaarde is het vermogen van een goed om te voorzien in menselijke behoeften. Dat kunnen eerste levensbehoeften zijn of pure luxe-behoeften. De aard en oorsprong van de behoefte wordt niet als studieobject van de economie beschouwd. Ruilwaarde is de waarde van een goed in het ruilverkeer, doorgaans gedefinieerd als  de marktwaarde bij een evenwichtstoestand.

De mate waarin goederen voortgebracht worden om te dienen als gebruikswaarde, of als product dat onmiddellijk geruild wordt tegen gebruikswaarden, of als product dat uitsluitend wordt gemaakt om geld op te brengen (produceren voor de markt) bepaalt (mede) de economische verhoudingen. 
In de laat-negentiende-eeuwse subjectivistische stromingen van de economie werd het onderscheid tussen gebruikswaarde en ruilwaarde ook nog duidelijk gemaakt.

## Eten en drinken
In het dagelijks spraakgebruik wordt het begrip consumptie gebruikt voor eten of drinken, in beide betekenissen:
- het nuttigen van voedsel en/of drank (werkwoord: consumeren);
- een portie voedsel of drank.